# S Horologii
S Horologii är en pulserande variabel av Mira Ceti-typ (M) i stjärnbilden Pendeluret.
Stjärnan varierar mellan fotografisk magnitud +10,0 och svagare än 13,0 med en period av 335,8 dygn.